# Helia macarioides
Helia macarioides là một loài bướm đêm trong họ Erebidae.